# Dolomedes sumatranus
Espèce
Dolomedes sumatranus est une espèce d'araignées aranéomorphes de la famille des Dolomedidae.

## Distribution
Cette espèce est endémique de Sumatra en Indonésie. Elle se rencontre vers Palembang.

## Description
La femelle syntype mesure 19 mm.

## Systématique et taxinomie
Cette espèce a été décrite par Strand en 1906.

## Étymologie
Son nom d'espèce lui a été donné en référence au lieu de sa découverte, Sumatra.

## Publication originale
- Strand, 1906 : « Sumatra und Neu-Guinea Spinnen des naturhistorischen Museums zu Wiesbaden. » Jahrbücher des Nassauischen Vereins für Naturkunde, vol. 59,  p. 257-278 (texte intégral).